# Município de Addison (condado de Gallia, Ohio)
Localização do Ohio nos E.U.A.
O município de Addison (em inglês: Addison Township) é um localização localizado no condado de Gallia no estado estadounidense de Ohio. No ano 2010 tinha uma população de 2197 habitantes e uma densidade populacional de 30,77 pessoas por km².

## Geografia
O município de Addison encontra-se localizado nas coordenadas 38° 53′ 10″ N, 82° 10′ 13″ O. Segundo a Departamento do Censo dos Estados Unidos, o município tem uma superfície total de 71.4 km², da qual 69,5 km² correspondem a terra firme e (2,66 %) 1,9 km² é água.

## Demografia
Segundo o censo de 2010, tinha 2197 pessoas residindo no município de Addison. A densidade de população era de 30,77 hab./km².